# Korai klimax
A korai klimax vagy korai menopauza kifejezéseket azon nők esetében használják, akikben 20 éves életkor előtt megjelennek a változó kor tünetei. A tünetek jellegüket tekintve nem különböznek a normális menopauzában tapasztaltakkal, ugyanúgy rendszertelenné, változó erősségűvé válik, majd megszűnik a menstruáció, hőhullámok jelentkezhetnek, valamint csökken a nemi vágy és más pszichés változások is kísérik. Közvetlen oka a korai petefészek elégtelenség (angolul: Premature ovarian failure, POF), mely becslések szerint a 20 év alatti nők körülbelül 1 százalékát érinti.

## Oka
A menopauza (az utolsó havi vérzés) átlagosan 51 éves kor körül jelentkezik a nőkben. A korai, 20 éves kor előtt kialakuló menopauza hátterében a petefészek-működés korai csökkenése áll. Bizonyos X-kromoszómához kötött genetikai betegségről ismert, hogy a menstruációs ciklus teljes veleszületett hiányát vagy enyhébb esetben korai menopauzát okoznak, emellett okozhatják gyógyszerek (pl. kemoterápia), autoimmun betegségek, fertőzések vagy műtétek is. Az esetek többségében azonban a pontos kiváltó ok ismeretlen, bár a genetikai tényezőknek erős szerepük van a kialakulásában. Több tanulmány is megerősítette, hogy azon nők körében gyakoribb, akiknek a családjában előfordult már korai menopauza.

## Diagnosztika
A petefészek kimerülés egyik fontos következménye a csökkent ösztrogén szint, illetve az ezzel párhuzamosan emelkedett gondatropin hormonok (FSH, LH) szintje. Ezek az eltérések laboratóriumi módszerekkel kimutathatók, illetve rendszeres PSA vizsgálattal. Petefészek elégtelenségben az FSH emelkedés jellemzően nagyobb mértékű, mint az LH szintté. Ultrahang vizsgálattal a petefészkek kisebb méretűek, tüszőérésre utaló jelek nélkül. A kivizsgálás része az egyéb vérzészavarokat okozó állapotok kizárása. (pl. terhesség, az agyalapi mirigy zavarai, stb.)

## Következményei
A korai menopauza legfontosabb következménye a termékenység elvesztése. Ha a diagnózis a teljes tüszőkimerülés után születik, akkor saját gyermek vállalására rendszerint már nincs mód, azonban a donor petesejttel végzett mesterséges megtermékenyítés lehetséges.

A következmények és tünetek hasonlóak a természetes menopauzában tapasztaltakkal, csak fiatalabb életkorban jelentkeznek. A meddőség mellett számolni kell a pszichés instabilitással, a nemi vágy csökkenésével, a csontritkulás megindulásával és a szív- és érrendszeri betegségek fokozott kockázatával. Egyes autoimmun betegségek rizikója (pl. Hashimoto-thyreoiditis) is emelkedett.

## Kezelése
- gyógyszeres terápia (pl. antidepresszáns készítmények; hormonpótlás fogamzásgátló tabletták segítségével stb.)
- rendszeres testmozgás
- a megfelelő diéta beállítása

A korai klimax kapcsán előírt gyógyszeres kezelésre a normál időben jelentkező menopauza esetén általában már nincs szükség, ettől eltekintve azonban a negyvenéves kor előtt meginduló menstruációs zavarok kapcsán ugyanazokat az életmódváltásra és a megfelelő tudatos táplálkozás kialakítására vonatkozó alapelveket érdemes követni, amiket a természetes klimax idejére javasolnak.

## Külső linkek
- http://www.webbeteg.hu/cikkek/menopau%5B%5D...
- http://www.origo.hu/egeszseg/20110420%5B%5D...
- http://www.eletforma.hu/test-es-lelek Archiválva 2014. március 24-i dátummal a Wayback Machine-ben...
- https://www.mtaki.hu/nogyogyaszati-betegsegek/menopauza.html Archiválva 2017. november 7-i dátummal a Wayback Machine-ben